# Météoroïde du 13 octobre 1990
Le météoroïde EN131090 du 13 octobre 1990 est un météoroïde d'une masse estimée de 44 kg, qui a frôlé la Terre en entrant dans l'atmosphère terrestre au-dessus de la Tchécoslovaquie et de la Pologne, avant de retourner dans l'espace au bout de quelques secondes. Les observations de tels événements sont très rares. Ce n'est que la deuxième enregistrée à l'aide d'instruments scientifiques astronomiques (après celle du 10 août 1972 aux États-Unis), et la première enregistrée à partir de deux positions géographiques éloignées. Cette observation a permis le calcul de plusieurs de ses caractéristiques orbitales. La rencontre avec la Terre a significativement modifié son orbite et, dans une moindre mesure, certaines de ses propriétés physiques (comme sa masse et la structure de sa couche supérieure).

## Observations
Les observations visuelles du bolide rasant ont été fournies par trois observateurs indépendants, les astronomes tchèques Petr Pravec, Pavel Klásek, et Lucie Bulíčková. Selon eux, l'événement a débuté à 03:27:16±3 UT. Le météoroïde a laissé une trace qui a été visible pendant 10 secondes, avec un déplacement du sud vers le nord.
La plupart des données concernant la rencontre ont été acquises à l'aide d'observations photographiques des caméras du Réseau Européen des Météoroïdes. C'était le premier événement de ce type enregistré par des caméras ultra-grand angles de plein ciel, et à partir de deux lieux éloignés (Červená Hora et Svratouch en République tchèque). Ceci a permis le calcul des caractéristiques orbitales de l'objet par des méthodes géométriques.
Les images disponibles à Červená Hora ont été particulièrement précieuses. La trajectoire du bolide a balayé environ 60 % du ciel, à partir de 51° au-dessus de l'horizon sud, en passant 1° à l'ouest du zénith, avant de disparaître 19° au-dessus de l'horizon nord. L'utilisation d'un appareil photographique équipé d'un obturateur rotatif — capable d'interrompre l'exposition 12,5 fois par seconde — a segmenté l'enregistrement de la trace du bolide, permettant ainsi la détermination de sa vitesse. Au cours des derniers 4°, la vitesse angulaire du bolide fut inférieure à la résolution de l'instrument. Les images de Svratouch quant à elles ont enregistré la trajectoire sur environ 15°, à partir de 30° au-dessus de l'horizon nord-ouest, avec une assez faible résolution. Malgré cela, les données accumulées ont été suffisantes pour les calculs.
Gotfred M. Kristensen a également détecté le bolide à Havdrup, au Danemark, à l'aide d'un stylo enregistreur connecté à un récepteur radio pendant 78 secondes, à 03:27:24±6 UT,.

## Données sur la rencontre

Portion de la trajectoire du bolide rasant au-dessus de la Tchécoslovaquie et de la Pologne. La trace a été capturée par les enregistreurs du Réseau Européen des Météoroïdes.

Le météoroïde a effleuré l'atmosphère terrestre de façon plus superficielle que le bolide de 1972 au-dessus des États-Unis et du Canada. Il est devenu visible à une hauteur de 103,7 km au nord de Uherský Brod, en Tchécoslovaquie, puis s'est approché de la surface de la Terre à 98,7 km au nord-est de Wrocław, en Pologne, avant de disparaître des enregistreurs à une hauteur de 100,4 km au nord de Poznań. Il aurait probablement été encore visible jusqu'à ce qu'il atteigne une hauteur de 110 km au-dessus du sud de la Mer Baltique.
La magnitude absolue du météoroïde (c'est-à-dire la magnitude apparente qu'il présenterait à une altitude de 100 km au zénith de l'observateur) était d'environ -6, et n'a pas significativement varié au cours de la rencontre. Pendant les 9,8 secondes du temps d'observation, le bolide rasant a parcouru une distance de 409 km. Sa vitesse de déplacement, de 41,7 km/s, n'a pas changé pendant le vol. Jiří Borovička et Zdeněk Ceplecha de l'observatoire d'Ondřejov en Tchécoslovaquie estiment que le ralentissement causé par le frottement de l'atmosphère n'a été que de 1,7 m/s2 au périgée (point le plus rapproché de la Terre), ce qui signifie que sa vitesse a été réduite de seulement 0,012 km/s. Cela s'accorde avec des simulations informatiques conduites par D. W. Olson, R L. Doescher et K. M. Watson (Université du Texas), et qui ont conclu que la météorite n'a pratiquement pas ralenti le long de sa trajectoire, à l'exception d'un très court laps de temps près du périgée, lorsque la décélération fut de 1 m/s2.
La magnitude apparente instantanée au sol a également été calculée. L'estimation a commencé et s'est terminée pour des hauteurs d'environ 250 km, bien avant et après que les caméras du Réseau Européen des Météoroïdes l'ont observé. La magnitude apparente était initialement de +5,7, puis l'objet est rapidement devenu plus lumineux, atteignant une magnitude apparente de -5,7 lorsqu'il a été vu par un enregistreur photographique, avant de culminer à -6,3 au périgée. Par la suite, la magnitude apparente est redescendue à -5,4 quand l'objet a été vu pour la dernière fois par les caméras, avec finalement une valeur calculée de +6,0 à une hauteur de 257 km. Toutefois, ces valeurs présentent une incertitude dans la mesure où les programmes de calcul ont travaillé avec l'hypothèse simplificatrice que l'efficacité lumineuse du bolide n'a pas changé le long de sa trajectoire.
La magnitude apparente initiale du bolide a donc été proche des limites de visibilité à l'œil nu. Par exemple, les étoiles pâles de magnitude +6 ne peuvent être observés que dans l'obscurité des zones rurales et à environ 150 km des grandes villes. À titre de comparaison, cette magnitude correspond à la magnitude apparente d'Uranus. À son point le plus brillant, le bolide était en revanche nettement plus lumineux que la luminosité maximale de Vénus.
| Paramètres du bolide | Début                        | Périgée                      | Fin                          |
| -------------------- | ---------------------------- | ---------------------------- | ---------------------------- |
| Vitesse              | 41,7 km/s                    | 41,7 km/s                    | 41,7 km/s                    |
| Hauteur              | 103,7 km                     | 98,7 km                      | 100,4 km                     |
| Coordonnées          | 49° 03′ 00″ N, 17° 39′ 00″ E | 51° 21′ 00″ N, 17° 18′ 00″ E | 52° 40′ 59″ N, 17° 04′ 01″ E |
| Magnitude absolue    | -5,6                         | -6,2                         | -6,1                         |
| Magnitude apparente  | -5,7                         | -6,3                         | -5,4                         |

## Caractéristiques physiques
Le météoroïde était un bolide de type I, c'est-à-dire une chondrite ordinaire. Lorsqu'il est entré dans l'atmosphère terrestre, sa masse était d'environ 44 kg, comme estimé sur la base des valeurs de magnitude absolue et de vitesse. Il a perdu environ 350 g au cours de la rencontre. Des simulations informatiques ont montré qu'il a commencé à perdre de la masse à peu près au moment où il est devenu visible par les caméras du Réseau Européen des Météoroïdes, à une hauteur de 100,6 km. Il a perdu de la masse pendant 25 secondes, jusqu'à ce qu'il atteigne une hauteur de 215,7 km. Sa surface a fondu puis s'est solidifiée à nouveau après avoir quitté la Terre, ce qui signifie que sa surface est devenue une croûte de fusion météoritique typique.
Ce météoroïde n'a jamais été dangereux pour la vie sur Terre. Même s'il s'était dirigé vers les parties inférieures de l'atmosphère, son échauffement aurait été tel qu'il aurait explosé au-dessus du sol, et seulement quelques petites particules météoritiques auraient finalement atteint la surface de la Terre.

## Orbite

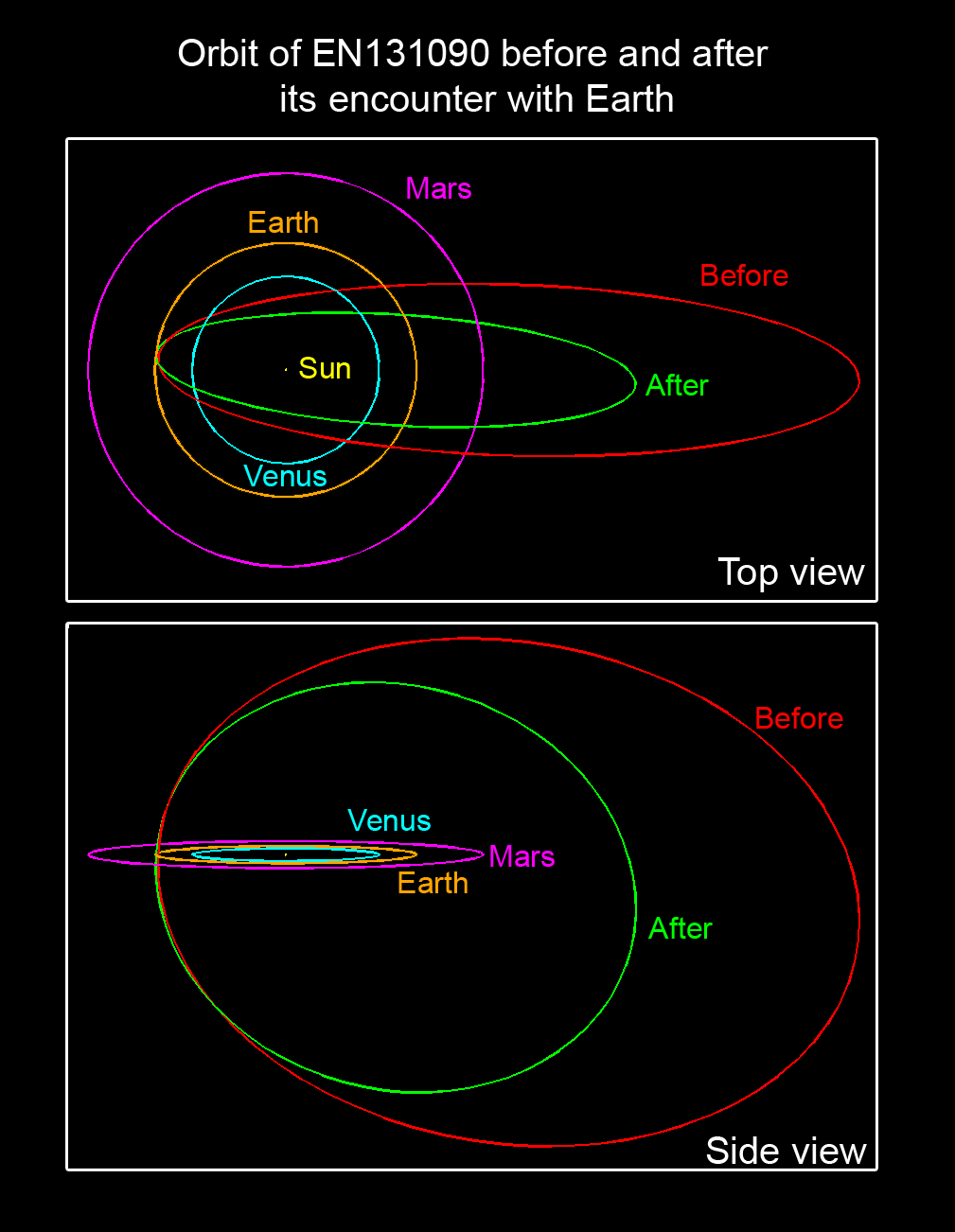
Trajectoire du bolide avant (orbite rouge) et après (orbite verte) avoir frôlé l'atmosphère terrestre, en vue supérieure (haut) et latérale (bas).

Le météoroïde a effleuré l'atmosphère terrestre, de façon plus superficielle que le bolide de 1972 au-dessus des États-Unis et du Canada. Il est devenu visible à une hauteur de 103,7 km au nord de Uherský Brod, en Tchécoslovaquie, puis s'est approché de la surface de la Terre à 98,7 km au nord-est de Wrocław, en Pologne, avant de disparaître des enregistreurs à une hauteur de 100,4 km au nord de Poznań. Il aurait probablement été encore visible jusqu'à ce qu'il atteigne une hauteur de 110 km au-dessus du sud de la Mer Baltique.
Dans la mesure où le bolide rasant a été détecté par deux enregistreurs du Réseau Européen des Météoroïdes, il a été possible de calculer sa trajectoire atmosphérique, ainsi que ses caractéristiques orbitales dans le système solaire avant et après sa rencontre avec la Terre. Les calculs ont été publiés par Pavel Spurný, Zdeněk Ceplecha et Jiří Borovička de l'observatoire d'Ondřejov,,, spécialisés dans les observations de météoroïdes. Ces astronomes tchèques ont prouvé que la rencontre avec la Terre a significativement changé l'orbite du bolide. Par exemple, son aphélie — le point le plus éloigné du Soleil — et sa période orbitale ont été réduits de près de la moitié de leurs valeurs d'origine.
| Caractéristiques orbitales  | Avant la rencontre | Après la rencontre    |
| --------------------------- | ------------------ | --------------------- |
| Demi-grand axe              | 2,72 ± 0,08 UA     | 1,87 ± 0,03 UA        |
| Excentricité orbitale       | 0,64 ± 0,01        | 0,47 ± 0,01           |
| Périhélie                   | 0,9923 ± 0,0001 UA | 0,9844 ± 0,0002 UA    |
| Aphélie                     | 4,45 ± 0,15 UA     | 2,76 ± 0,07 UA        |
| Argument du périastre       | 9,6 ± 0.1°         | 16,6 ± 0.2°           |
| Longitude du nœud ascendant | 19,671°            | 19,671°               |
| Inclinaison de l'orbite     | 71,4 ± 0,2°        | 74,4 ± 0,2°           |
| Période orbitale            | 4,50 ± 0,20 années | De 2,56 ± 0,06 années |

## Événements similaires
Bien que les incursions de météorites dans l'atmosphère de la Terre soient très fréquentes, l'enregistrement d'un événement similaire au sein des couches supérieures de l'atmosphère est plutôt rare. La première incursion avérée est sans doute celle qui a eu lieu le 20 juillet 1860 au-dessus de l'État de New York. Par ailleurs, le bolide « tchéco-polonais » est parfois comparé à celui de 1972, observé au-dessus des États-Unis (Utah) et du Canada (Alberta), et qui fut le premier événement de ce type scientifiquement observé et étudié. À titre de comparaison, le bolide de 1972 était plus d'un millier de fois plus massif et il s'est approché 40 km plus près de la surface de la Terre.
Les données d'observation de ces bolides ont contribué au développement d'une méthode de calcul des trajectoires rasantes d'objets célestes similaires, et qui a été depuis utilisée pour le calcul de trajectoire du bolide du 29 mars 2006 observé au-dessus du Japon.